# Super Mama Djombo
Super Mama Djombo est un groupe de musique de Guinée-Bissau, actif de la fin des années 1960 au milieu des années 1980, qui s'est plusieurs fois reformé. Mélangeant plusieurs styles et influences, le groupe connut une grande popularité en Afrique de l'Ouest dans les années 1970. Son histoire est profondément liée à l'indépendance de son pays et à sa lutte pour la libération nationale.

## Biographie
L'origine du groupe remonterait aux années 1960. Certains des membres se seraient connus enfants à l'occasion d'un camp de scoutisme auquel ils participaient. Quelques années plus tard ils débutent en tant qu'orchestre en jouant dans des villages pour des mariages, des baptêmes et des anniversaires. Peu à peu, ils acquièrent une certaine notoriété, mais c'est lors des grands changements historiques de leur pays qu'ils vont accéder à la renommée et rencontrer leur public.
La Guinée-Bissau, qui est à cette époque une colonie portugaise, voit se développer depuis 1950 une lutte d'opposition et d'émancipation contre la tutelle portugaise. D'abord pacifiste le mouvement s'engage dans la lutte armée sous l'effet de la répression militaire. Il est porté par le Parti africain pour l'indépendance de la Guinée et du Cap-Vert fondée par Amílcar Cabral, Aristides Pereira et d'autres personnalités. Au fil des ans, ce parti gagne du terrain, construit des écoles populaires, crée une nouvelle administration et occupe finalement une majeure partie du pays à la fin des années 1960. Plusieurs artistes se rapprochent alors de ce combat. Ils intègrent des rythmes traditionnels et s'éloignent de la langue portugaise qui symbolise l’administration coloniale et chante en kriol ou créole guinéen, la langue du peuple. C'est le cas du poète et musicien José Carlos Schwarz qui sera emprisonné en 1971, et de la formation du Cobiana Djazz qui exerce une influence essentielle sur le groupe Super Mama Djombo. L'administration coloniale portugaise ne diffusant pas de groupe chantant en créole, les groupes passent par des radios locales de province pour diffuser leur musique qui connait un grand succès.
En 1973 la Guinée-Bissau proclame son indépendance après plusieurs dizaines d'années de luttes, de résistance et de guérilla. Amilcar Cabral est mort assassiné peu de temps avant, et restera pour le peuple un héros de la révolution. Son image sera très présente dans les chansons du groupe. C'est à partir de cette date que le groupe commence à se produire régulièrement.
Que ce soit dans les thèmes et les paroles de ses chansons aussi bien que son style, nourri de diverses influences, le groupe devient le symbole de l'indépendance de cette jeune nation. Jusque dans son nom qui évoque un esprit protecteur que les soldats rebelles invoquaient depuis leur maquis (l'animisme était la religion de la moitié des Guinéens et constituait une part importante de la religion et de la culture). Le Portugal subit lui-même un vaste changement de régime lors de la révolution des Œillets, et le nouveau pouvoir reconnait alors officiellement l'indépendance de son ancienne colonie en 1974. Le demi-frère d'Amilcar Cabral, Luís Cabral devient président et le Super Mama Djombo devient le « groupe officiel » du nouveau gouvernement. Ils sont alors fréquemment mis en avant par la radio nationale, ainsi que par le président lui-même lors de ses tournées et de ses conférences dans le pays qu'ils animent régulièrement.
L'arrivée du compositeur Adriano Atchutchi apporte une véritable dimension politique au groupe puisqu'il rédigera les paroles très engagées des différentes chansons, dénonçant l'impérialisme, chantant la libération nationale ainsi que ses héros Amílcar Cabral, mais aussi ceux d'autres pays africains tels que Patrice Lumumba ou encore Che Guevara. Leurs chansons trouvent un écho dans de nombreux pays d'Afrique de l'Ouest, où ils font des tournées, notamment le Sénégal.
En 1978 ils se rendent à Cuba, à La Havane, pour donner un concert à l'occasion d'un festival de la jeunesse. Ce concert est enregistré et publié sur l'album Festival sorti en 1978.
En 1980 ils se rendent au Portugal aux studios Valentim de Carvalho pour enregistrer leur musique. C'est lors de cette unique session qu'est enregistrée la grande majorité des chansons qui nous sont parvenues jusqu'à aujourd'hui de la formation originelle du groupe. Leur premier album sort en vinyle en 1980, édité en Guinée par le label Cobiana. Leurs « tubes » Pamparida et Dissan nam bera connaissent un énorme succès. Certains de leurs morceaux sont réédités en CD au cours des années 1990.
Dans les années suivantes, ils jouent moins et apparaissent peu, probablement une conséquence de la déposition de l'ancien président Luis Cabral. Leur image étant associé à ce gouvernement, ce lien pourrait être la cause de leur retrait du devant de la scène. Ils continuent néanmoins de jouer et de se produire occasionnellement. Certains membres se regroupent pour composer la bande son du film Les Yeux bleus de Yonta de Flora Gomes qui sort en 1993.
En 2012 le groupe se reforme pour une tournée européenne. Peu de membres de la formation originale sont toutefois présents.

## Style et influences musicales
Comme d'autres groupes de l'Afrique lusophone (Angola, Cap-Vert,  Mozambique ...) de cette époque, leur musique est le fruit d'une multitude d'influences et de croisements musicaux.
Formés comme musiciens d'orchestre jazz, chantant en portugais des classiques inspirés de musiques latines et nourris de musique cubaine, ils intègrent à leurs compositions des rythmes, des instruments et des expressions puisées dans la tradition locale. Parmi ces influences, on a cité la musique traditionnelle mandingue, le rythme rapide du Goumbé, différentes percussions et bien sûr le chant en kriol (ou créole), une synthèse de langue portugaise et africaine. Mais ils incorporent également des instruments modernes avec le jeu de la guitare électrique amplifiée par un effet échoplex. La voix juvénile et claire de la chanteuse Dulce Neves a également fortement marqué les musiques du groupe. Cette synthèse instrumentale et rythmique de la musique de leur pays, est un témoin unique de l'histoire de la Guinée-Bissau durant cette époque de grand bouleversement politique.

## Membres
- Adriano Atchutchi : compositeur, chef d'orchestre
- Cesário « Miguelinho » Hoffer :  guitare rythmique
- Adriano « Tundu » Fonseca : guitariste solo
- João Mota : viola solo, guitariste solo
- Serifo Dju : guitariste
- Francisco Martens a.k.a. Chico Karuka : basse
- Zé Manel : batterie
- Armando Vaz Pereira : percussions
- Joãozinho Correia : bongo
- António Malam Mané, Lamine Baldé, Cesário « Ntchoba » Morgado, Carlos Baba Kanoute, Herculano Pina Araujo, Dulce Neves : chanteurs

## Discographie

### Vinyles
- Na Cambaça ; 1978* Festival, 1978
- Sol Maior Para Comandante (For Amilcar Cabral), 1979
- Mandjuana, 1979
- A Memoria De Famara Mane, 1979
- Tradicionalmente Djombe, 1980

### CD
- "Os Olhos Azuis de Yonta", 2022
- Super Mama Djombo (Cobiana Records COB02), 2003
- Les Yeux bleus de Yonta (Cobalt CD09277-2), 1993
- Homenagem A Jose Carlos Sschwarz,1999
- Tradicionalmente Djombo, 2002
- Ar Puro, 2008

#### Autres
- Le groupe a composé la bande son du film : Les Yeux bleus de Yonta de Flora Gomes, réalisateur bissau-guinéen.
- La chanson Dissan Na M'bera est utilisée dans le film d'animation français Aya de Yopougon sorti en 2013.
- Le roman Les Grands, de Sylvain Prudhomme, raconte par la fiction l’histoire du groupe et de son pays[8],[9],[10]. Les Grands de Sylvain Prudhomme, Éditions L’Arbalète Gallimard, 252 p. 2014

### Citation
- « Un peuple qui se libère de la domination étrangère ne sera libre culturellement que si, sans complexe et sans sous-estimer l'importance des aspects positifs des cultures de l'oppresseur et des autres cultures, retourne vers les chemins glorieux de sa propre culture, qui est nourrie par la réalité de son environnement et qui neutralise aussi bien les influences néfastes et tout assujettissement à la culture étrangère. Ainsi, il peut être dit que si la domination impérialiste a le besoin vital de pratiquer l'oppression culturelle, la libération nationale est nécessairement un acte culturel.  »  Amilcar Cabral, Unité et lutte, Volume 1: L'arme de la théorie, F. Maspero, 1975, p. 322